# Thelyphassa obscura
Thelyphassa obscura là một loài bọ cánh cứng trong họ Oedemeridae. Loài này được Broun miêu tả khoa học năm 1880.